# Mesa de edad

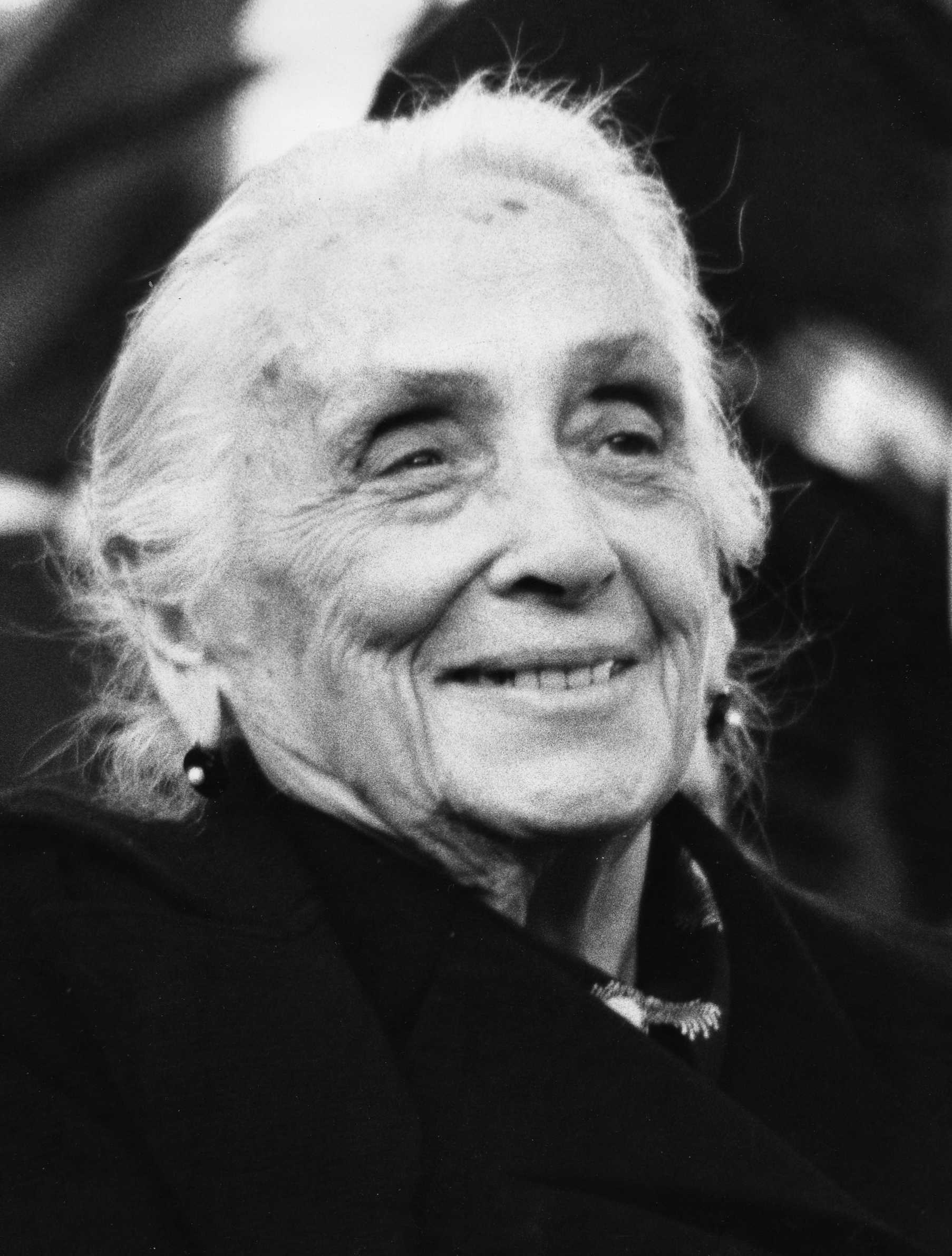
Tras su vuelta del exilio Dolores Ibárruri, Pasionaria, fue vicepresidenta de la mesa de edad del Congreso de los Diputados, en una de las imágenes que más se recuerdan de la transición española.

Se denomina mesa de edad al órgano de gobierno, de carácter transitorio, que preside inicialmente las sesiones constitutivas de una cámara legislativa tras unas elecciones. Sus funciones se limitan a abrir la sesión, solucionar las cuestiones de trámite iniciales e inmediatamente proceder a la votación de la Mesa definitiva, disolviéndose tras el escrutinio. Toma su nombre del hecho de que, al ser un órgano transitorio y no electivo, se toma el criterio de la edad para determinar su composición: así, suele presidirla el cargo electo de mayor edad, siendo auxiliado en sus funciones por uno o varios Secretarios, los de menor edad de la Cámara.

## Historia
Durante la transición española, al iniciarse las sesiones de las Cortes, se planteó la cuestión de la Mesa de Edad de la "Junta Preparatoria" del nuevo Congreso de los Diputados. Dado que la composición tradicional de dicha Mesa implicaba que en la cámara baja la presidenta fuera Dolores Ibárruri, destacada figura histórica del recién legalizado Partido Comunista de España, se diseñó una composición "mixta" de la institución, por la que las mesas de edad de Congreso y Senado fuesen presididas por el diputado y senador que antes presentasen su credencial en las Cortes, quedando las vicepresidencias de las mesas para diputados y senadores de mayor edad (dos en cada una de ellas). Así, finalmente la vicepresidencia de la Mesa de Edad del Congreso fue para la citada Pasionaria y el poeta Rafael Alberti.

## Composición de la mesa de edad

### Congreso de los Diputados
| Leg.   | Fecha de constitución | Presidente                                | Secretarios | Referencias |
| ------ | --------------------- | ----------------------------------------- | --- | ----------- |
| Const. | 13-07-1977            | Modesto Fraile (UCD, 41 años)             | Vicepresidentes: Dolores Ibárruri (PCE, 81 años) Rafael Alberti (PCE, 74 años) Secretarios: Andrés Eguíbar (gl:) (PSOE, 23 años) Josep Pau Pernau (ca:) (PSC-PSOE, 25 años)  | [ 4 ]       |
| I      | 23-03-1979            | Máximo Rodríguez Valverde (PSOE, 69 años) | Vicepresidentes: Jesús Esperabé de Arteaga (UCD, 69 o 70 años) Diego Pérez (PSOE, 69 años) Secretarios: Jesús Pérez (UCD) Ramón María Álvarez de Miranda (UCD, 23 o 24 años) | [ 5 ]       |
| II     | 19-11-1982            | Máximo Rodríguez Valverde (PSOE, 73 años) | Jesús Caldera (PSOE, 25 años) Eduardo García Espinosa (PSOE) | [ 6 ]       |
| III    | 15-07-1986            | Máximo Rodríguez Valverde (PSOE, 77 años) | José Luis Rodríguez Zapatero (PSOE, 25 años) Gonzalo Robles (CP, 26 o 27 años)                                                                                               | [ 7 ]       |
| IV     | 21-11-1989            | Máximo Rodríguez Valverde (PSOE, 80 años) | José Luis Rodríguez Zapatero (PSOE, 29 años) Carmen Pereira (PSOE, 28 años)                                                                                                  | [ 8 ]       |
| V      | 29-06-1993            | Máximo Rodríguez Valverde (PSOE, 84 años) | Juan Costa (PP, 28 años) Belén María do Campo Piñeiro (PP, 29 años) | [ 9 ]       |
| VI     | 27-03-1996            | Jesús José Gómez Rodríguez (CC, 69 años)  | José Manuel Caballero (PSOE, 25 años) Alejandro Ballestero (PP, 26 años) | [ 11 ]      |
| VII    | 05-04-2000            | Álvaro Lapuerta (PP, 72 años)             | Leire Pajín (PSOE, 23 años) Ana Belén Vázquez Blanco (PP, 25 años) | [ 12 ]      |
| VIII   | 02-04-2004            | Feliciano Blázquez (PP, 69 años)          | María Isabel Fuentes González (PSOE, 25 años) Leire Pajín (PSOE, 27 años) | [ 13 ]      |
| IX     | 01-04-2008            | Juan Manuel Albendea (PP, 70 años)        | Miriam Muñoz Resta (PSOE, 26 años) Sara García Ruiz (PSOE, 26 años) | [ 14 ]      |
| X      | 13-12-2011            | Juan Manuel Albendea (PP, 74 años)        | Alberto Garzón (IU, 26 años) Belén Hoyo (PP, 27 años) | [ 15 ]      |
| XI     | 13-01-2016            | María Teresa de Lara (PP, 73 años)        | María Such (PSOE, 25 años) Nagua Alba (Podemos, 25 años) | [ 16 ]      |
| XII    | 19-07-2016            | María Teresa de Lara (PP, 73 años)        | María Such (PSOE, 26 años) Nagua Alba (Podemos, 26 años) | [ 17 ]      |
| XIII   | 21-05-2019            | Agustín Javier Zamarrón (PSOE, 73 años)   | Marta Rosique (ERC, 23 años) Lucía Muñoz (Podemos, 25 años) | [ 18 ]      |
| XIV    | 03-12-2019            | Agustín Javier Zamarrón (PSOE, 73 años)   | Marta Rosique (ERC, 23 años) Lucía Muñoz (Podemos, 25 años) |             |
| XV     | 17-08-2023            | Mª Cristina Narbona Ruíz (PSOE, 72 años)  | Ada Santana (PSOE, 25 años) Ferrán Verdejo (PSC 26 años) |             |

### Senado
| Leg.   | Fecha de constitución | Presidente                                                                             | Secretarios | Referencias |
| ------ | --------------------- | -------------------------------------------------------------------------------------- | --- | ----------- |
| Const. | 13-07-1977            | Rafael Calvo Ortega (UCD, 43 años)                                                     | Vicepresidentes: Manuel Irujo Ollo (PNV, 85 años) Justo Martínez Amutio (PSOE, 80 años) Secretarios: Miguel Cabrera Cabrera (CC, 29 años) Juan José Laborda Martín (PSOE, 29 años)                                                     | [ 19 ]      |
| I      | 27-03-1979            | Manuel Iglesias Corral (CDG, 78 años)                                                  | Rafael Estrella (PSOE, 28 años) Javier de Irízar (PSOE, 30 años) Rafael Román Guerrero (PSOE, 30 años) Antonio Martínez Ovejero (PSOE, 30 años)                                                                                        | [ 20 ]      |
| II     | 18-11-1982            | Jacinto Calvo López (PSOE, 79 años)                                                    | Diego Alonso Colacios Manuela García Murias Bernardo Bayona Aznar Miguel Ángel Trapero García | [ 21 ]      |
| III    | 15-07-1986            | Jacinto Calvo López (PSOE, 83 años) Suplentes: Juan Rodríguez Doreste José Prat García | Octavio Granado Martínez María del Carmen Cerdeira Morterero José Santiago Lavado José Martínez Guijarro Suplentes: Antonio Garcías Coll Francisco Javier Hernández de Cáceres Carlos Adolfo Benet Cañete Mariano Manuel Agudíez Calvo | [ 22 ]      |
| IV     | 21-11-1989            | Ramón Rubial Cavia                                                                     | Simón Pedro Barceló Vadell José Blanco López Rafael Antonio Hernando Fraile José Iribas Sánchez de Boado | [ 23 ]      |
| V      | 29-06-1993            | Ramón Rubial Cavia Suplentes: Jordi Maragall i Noble Francisco López Real              | María Teresa Peréz Toledo Santiago Cervera Soto Esteban González Pons Félix Colsa Bueno Suplentes: Josefa Luzardo Romano Carlos Guía Marqués José Blanco López José Iribas Sánchez de Boado                                            | [ 24 ]      |
| VI     | 27-03-1996            | Ramón Rubial Cavia                                                                     | Manuel Caballero Muñoz Coral Rodríguez Fouz Luis Estaún García Pedro Luis Calvo Poch | [ 25 ]      |
| VII    | 05-04-2000            | Miguel Barceló Pérez                                                                   | María Ángeles Orós Lorente Jordi Xuclà i Costa María Auxiliadora Correa Zamora Teresa García Avilés | [ 26 ]      |
| VIII   | 02-04-2004            | Miguel Barceló Pérez                                                                   | Isabel Rodríguez García Patricia Hernández Gutiérrez Alberto Pindado González Francisco Javier Castaño del Olmo | [ 27 ]      |
| IX     | 01-04-2008            | Manuel Fraga Iribarne (PP, 85 años)                                                    | Patricia Hernández Gutiérrez Francisco Jiménez Araya Ana Sánchez Hernández Judith Alberich Cano | [ 28 ]      |
| X      | 13-12-2011            | Alejando Muñoz-Alonso Ledo                                                             | María Gil Morata María Beatriz Jurado Fernández de Córdoba Carmen Belén Torres Sánchez Mario Arias Navia | [ 29 ]      |
| XI     | 13-01-2016            | Victoriano Gallastegui Altube (PNV, 75 años)                                           | Bernat Picornell Grenzner (ERC, 26 años) Pablo Rodríguez Cejas (CCa-AHI, 26 años) José Manuel Mármol Servián (PSOE, 28 años) Claudia Massó Fontàs (CDC, 29 años)                                                                       | [ 30 ]      |
| XII    | 19-07-2016            | Victoriano Gallastegui Altube (PNV, 75 años)                                           | Bernat Picornell Grenzner (ERC, 26 años) Pablo Rodríguez Cejas (CCa-AHI, 27 años) Ferran Martínez Ruiz (Podemos, 28 años) José Manuel Mármol Servián (PSOE, 28 años)                                                                   | [ 31 ]      |
| XIII   | 21-05-2019            | Juan José Lucas Giménez (PP, 75 años)                                                  | Eduardo Santiago Calleja (PSOE, 24 años) José Ángel Alonso Pérez (PP, 26 años) Rodrigo Mediavilla Pérez (PP, 28 años) Francisco Valera González (PSOE, 28 años)                                                                        |             |
| XIV    | 03-12-2019            | Juan José Imbroda Ortiz (PP, 75 años)                                                  | Fabián Chinea Correa (Agrupación Socialista Gomera, 27 años) Francisco Díaz Muñoz (PSOE, 27 años) Eduardo Fernández Rubiño (Más Madrid, 28 años) Rodrigo Mediavilla Pérez (PP, 28 años)                                                |             |
| XV     | 17-08-2023            | Martí Sans i Pairuto (PSC, 77 años)                                                    | Jan Pomés (PSC, 26 años) Mario Soler (PSC, 27 años) José Ángel Alonso (PP, 30 años) Fabián Chinea Correa (Agrupación Socialista Gomera, 30 años).                                                                                      |             |